# Sven Vandenbroeck
Sven Vandenbroeck (Vilvoorde, 22 september 1979) is een Belgisch voetbaltrainer en voormalig voetballer.

## Spelerscarrière
Sven debuteerde op zeventienjarige leeftijd in het eerste elftal van KV Mechelen tijdens het seizoen 1996/97. Hij zou vier jaar in de hoofdmacht van KV Mechelen spelen, met als hoogtepunt de promotie naar de hoogste afdeling in het seizoen 1998/99. In 2000 verhuist hij voor vijf seizoenen naar Roda JC, waarmee hij zich drie keer plaatste voor een Europese campagne. Nadien zou hij nog uitkomen voor De Graafschap, Akratitos, Lierse SK en het Noorse Løv-Ham Fotball. Een aanslepende knieblessure maakte in december 2010 een einde aan zijn veertienjarige actieve loopbaan.
Internationaal speelde hij drie Europese campagnes met onder meer 0-1-winst in San Siro tegen AC Milan met Roda JC. Bij de jonge Rode Duivels was hij de vaste aanvoerder van U15 tot en met U23. Met België -21 speelde hij in 2002 te Zwitserland het Europees Kampioenschap U23.

## Trainerscarrière

### Begin
Na zijn actieve loopbaan begon hij in juli 2011 aan een trainersloopbaan als coach van het tweede elftal van KV Mechelen. In de zomer van 2013 kende hij een korte passage van twee maanden als assistent-coach van Adrie Koster bij de Tunesische topclub Club Africain. Later dat jaar ging hij aan de slag bij de Griekse tweedeklasser Fostiras FC, waar hij assistent-coach van Jacky Mathijssen werd. Dankzij een schitterende tweede ronde (35 op 39) behaalden ze een derde plek die hen kwalificeerde voor de promotie-playoffs. Daarin eindigde Fostiras evenwel laatste.
Na zijn vertrek bij Fostiras ging Vandenbroeck aan de slag bij Niki Volos, dat vanuit de Football League wél was gepromoveerd naar de Super League, als assistent van Wiljan Vloet. Medio september 2014 nam hij tijdelijk het hoofdtrainerschap op bij de club, tot de club een tijdje later in vereffening ging. Tijdens de winterstop van het seizoen 2014/15 werd hij herenigd met Jacky Mathijssen bij OH Leuven. Via de eindronde werd promotie naar de Jupiler Pro League afgedwongen.
Medio februari 2016 werd hij assistent-bondscoach van Kameroen onder Hugo Broos. Onder hun leiding won Kameroen de Afrika Cup 2017 in Gabon. In de finale werd Egypte met 2-1 verslagen. Toen Broos in februari 2018 werd ontslagen bij Kameroen, eindigde ook de samenwerking met Vandenbroeck. 

### Hoofdtrainer
In juli 2018 werd Vandenbroeck bondscoach van het Zambiaans voetbalelftal. Vandenbroeck kreeg als opdracht zijn werkgever naar de Afrika Cup 2019 te loodsen, nadat het land een desastreuze start kende met twee verlieswedstrijden. Daar slaagde hij niet in: in een kwalificatiegroep met Guinee-Bissau, Mozambique en Namibië eindigde Vandenbroeck laatste. Eind februari 2019 maakte de Zambiaanse voetbalbond bekend dat het aflopend contract van Vandenbroeck niet verlengd zou worden.
Later dat jaar werd hij trainer van de Tanzaniaanse club Simba SC, waar hij de opvolger werd van zijn landgenoot Patrick Aussems. Hij werd in juni 2020 landskampioen met de club en veroverde ook de Beker van Tanzania, en de Tanzaniaanse Supercup. Hij kwalificeerde zich voor d0e groepsfase Afrikaanse Champions League, nadat hij in de voorrondes het Nigeriaanse Plateau United en het Zimbabwaanse FC Platinum uitschakelde.. Hij verliet de club in januari 2021 omdat hij de kans kreeg om het beter aangeschreven FAR Rabat te trainen.
In het seizoen 2020/21 bracht hij FAR Rabat van de voorlaatste naar de derde plek in de competitie, een plek die toegang geeft tot continentaal voetbal binnen Afrika. De club plaatste zich op 1 augustus 2021 ook voor de bekerfinale, weliswaar die van de editie 2019/20 – vanwege de coronapandemie werden veel wedstrijden uitgesteld. Op 14 mei 2022 won FAR Rabat de beker nadat het in de finale met 3-0 won van Moghreb Athletic Tétouan na goals van Diney, Adam Ennafati en Abdelillah Amimi. Het was de eerste trofee van de club sinds 2009..
In juli 2022 ging Vandenbroeck aan de slag bij de Saoedische eersteklasser Abha Club, maar dit werd geen succes. Nadien volgde een periode bij Wydad Casablanca, waar hij in Maart 2023 overnam van Juan Carlos Garrido. Hij kreeg de ploeg op de rails maar er twee keer net naast een titel gegrepen. Wydad werd tweede in de competitie en in de finale van de CAF Champions League werd verloren van Al Ahly.

### België
Er volgt een terugkeer naar eigen land waar de Belgische 2e klasse club Lierse Kempenzonen hem aanstelt om het behoud af te dwingen. De club klimt op van de voorlaatste naar de 10e plek, na het behalen van 15 punten in de laatste 7 competitiewedstrijden.

Zijn persoonlijke ambitie speelt een rol in de beslissing om in het tussenseizoen al de overstap te maken naar SV Zulte Waregem. Meteen wordt er succes behaald door kampioen te spelen in de Challenger Pro League en zo promotie naar de Jupiler Pro League af te dwingen. De kampioenswedstrijd tegen RWDM (2e in de stand) werd een echte thriller met een laat winnend doelpunt van Jelle Vossen in de 86e minuut.

## Erelijst

### Als assistent
- Oud-Heverlee Leuven
  - Winnaar eindronde Tweede klasse
- Kameroen
  - Afrikaans kampioenschap voetbal 2017

### Als hoofdtrainer
- Simba SC
  - Landskampioen: 2020
  - Beker van Tanzania: 2020
  - Tanzaniaanse Supercup: 2020 & 2021
  - Kwalificatie groepsfase CAF Champions League 2020-21

- FAR Rabat
  - Beker van Marokko: 2019/20

- Zulte Waregem
  - Challenger Pro League : kampioen 2024/2025

### Individueel
- Beste Trainer Vodacom league Tanzania: 2019/20 [10]
- Beste Trainer Marokkaanse Botalo Pro-competitie: 2020/21